# Lisa Ono

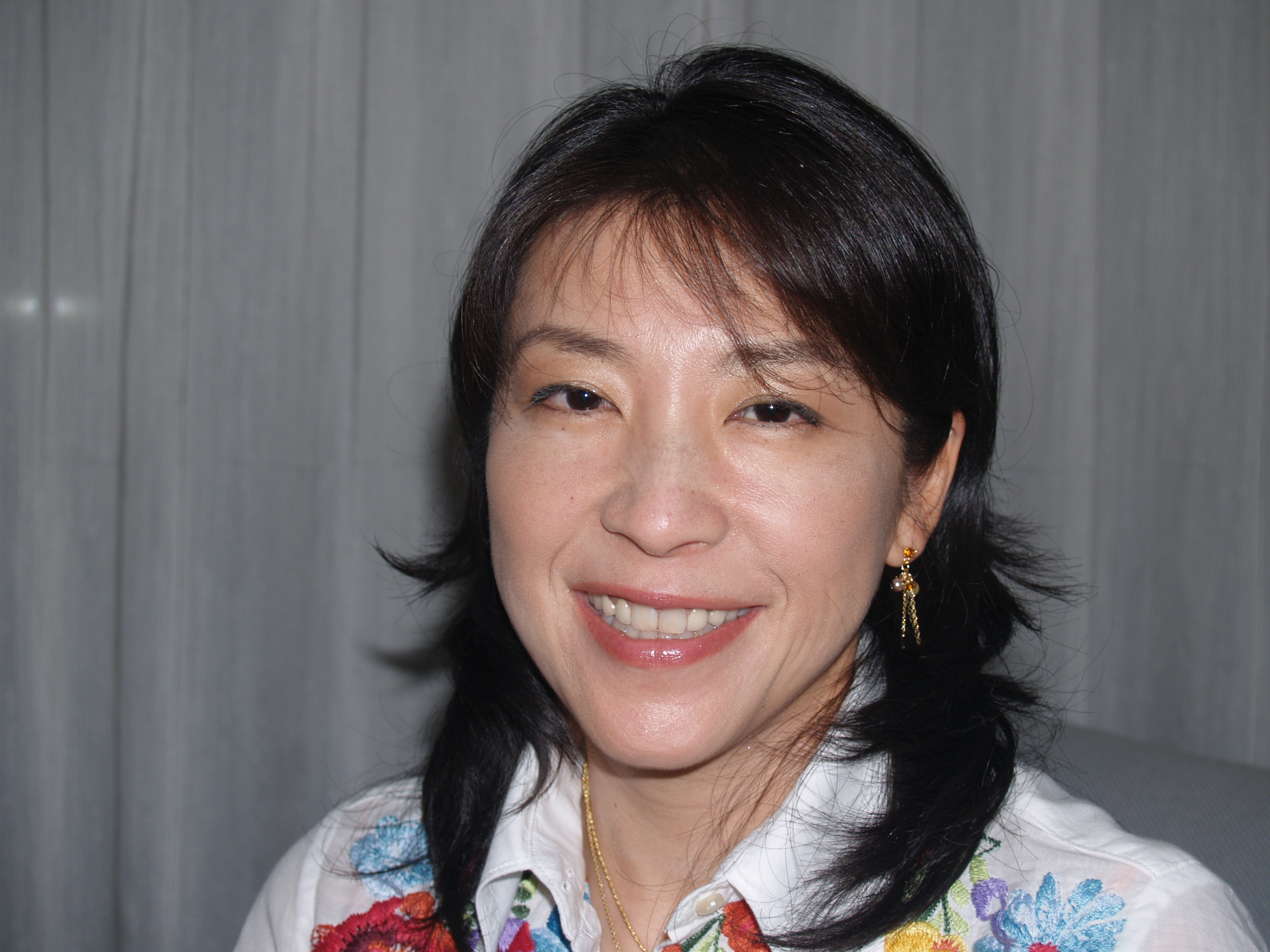
Lisa Ono

Lisa Ono (Japans: 小野リサ, Ono Risa – São Paulo, 29 juli 1962) is een populaire Braziliaanse bossanovazangeres van Japanse origine.

## Biografie
Lisa Ono werd geboren in São Paulo in Brazilië, maar verhuisde naar Japan toen ze tien jaar oud was. Vanaf toen woonde ze de ene helft van het jaar in Japan, de andere helft in Brazilië.
Lisa Ono begon met zingen en gitaarspelen toen ze vijftien jaar was. Haar professionele debuut maakte ze in 1989. Ze heeft met vele andere bekende musici samengewerkt, zoals Antônio Carlos Jobim en João Donato. Dankzij haar is de populariteit van bossanova in Japan toegenomen.